# Henrik Hennings
Henrik Hennings (Petersborg (parochie Tikøb), 16 oktober 1848 – Charlottenlund, 18 februari 1923) was een Deens componist en muziekuitgever.
Henrik Hennings werd geboren in de parochie Tikøb in het gezin van jurist en jachtopziener Frantz Conrad August Hennings (1811-1876) en Sophie Magdalene Bjørnsen (1819-1899). Hij was broer van Sophus Hennings (kabinetssekretær). Op 25 juli 1877 huwde Henrik de ballerina/actrice Betty Hennings.
Hij rondde zijn middelbare school af in 1866 en ging toen muziek studeren aan het toen net opgerichte Conservatorium van Kopenhagen. Hij begon toen ook al vrij snel met componeren van met name liederen en werken voor piano, maar zag toch in dat muziek niet zijn echte roeping was. Hij pakte zijn studie weer op en studeerde in 1870 af in politieke wetenschap en later met een studie rechten. Hij zou echter geen groot voordeel hebben van die studies want na een aantal tijdelijke baantjes lokte de muziek weer.
Hennings gaf leiding vanaf 1880 leiding aan de Konglige Hofmusikhandel, later omgedoopt tot A/S Nordisk Musikforlag, dat hij tot 1910 leidde. De gezondheied van Hennings ging dermate achteruit, dat hij de zaak verkocht aan concurrent Edition Wilhelm Hansen. In 1904 had hij al de Vereniging van Deense muziekuitgeverijen opgericht (Danske Musikhandlerforening). Door zijn leven in de muziekwereld kon hij in zijn hoogtijdagen muziek uitgaven van jonge componisten als Peter Erasmus Lange-Müller, August Enna, Louis Glass, Tor Aulin, Wilhelm Stenhammar en Emil Sjögren. Door een verbintenis met Warmuth Musikforlag uit Oslo kreeg hij ook Noorse componisten als Johan Svendsen en Agathe Backer-Grøndahl in zijn portefeuille. Deze stonden weer in contact met het muziekleven in Duitsland en zo kon Hennings internationaal bekende musici naar Kopenhagen lokken. Onder meer Hans Richter, Arthur Nikisch, Karl Muck kwamen naar Denemarken, maar ook solisten als Sophie Menter. In 1892 probeerde Hennings Pjotr Iljitsj Tsjaikovski voor een concert naar de Deense hoofdstad te halen, maar de Rus zou, ondanks een eerdere bevestiging, er niet (meer) aan toekomen.
Enkele werken:
- De sonderjydske piger
- To digte af Kaalunds “Et foraar” (opus 11)
- Zwei Gedichte von Aton, Freiherr von Klenheim
- Sechs Lieder und Gesänge
- Sechs Lieder von Herman Heine
- Maisange (opus 13/nog in druk in 2014)
- Notturno af Ludvig Bødtcher (opus 15.1)
- Fem sange
- Fem sånger (opus 12)
- Zwölf Lieder von Heinrich Heine (opus 18/1878/nog in druk in 2014 samen met Sechs Lieder)

- Gemeinsame Normdatei: 107348842X
- International Standard Name Identifier: 0000 0000 5242 8050
- Library of Congress Control Number: nr2005007108
- Virtual International Authority File: 14724251
- WorldCat: E39PBJmXKbpCYM7hbKjkYmgBT3